# Gemeentelijke herindelingsverkiezingen in Nederland 1992
Gemeentelijke herindelingsverkiezingen in Nederland 1992 geeft informatie over tussentijdse verkiezingen voor een gemeenteraad in Nederland die gehouden werden in 1992.
De verkiezingen werden gehouden in twee gemeenten die betrokken waren bij een herindelingsoperatie die op 1 januari 1993 is doorgevoerd.
De volgende gemeenten waren bij deze verkiezingen betrokken:
- de gemeenten Geffen en Nuland: samenvoeging tot een nieuwe gemeente Maasdonk;[1]

Door deze herindeling daalde het aantal gemeenten in Nederland per 1 januari 1993 van 647 naar 646.